# Leszek Talko
Leszek K. Talko, pseud. literacki Wiktor Hagen (ur. 1965) – polski dziennikarz związany z „Gazetą Wyborczą” i pisarz.

## Życiorys
Ukończył studia archeologiczne na Uniwersytecie Warszawskim. Do 2007 pracował w dziale reportażu „Gazety Wyborczej”, następnie niezależny dziennikarz i publicysta. Jest też autorem felietonów o wychowywaniu dzieci (w miesięczniku „Dziecko”), obyczajowych w „Twoim Stylu”. Przez kilka lat pisał felietony obyczajowe wraz z żoną Moniką Piątkowską (Po robocie przy sobocie, Małżeński przegląd prasowy Talków w dodatku telewizyjnym „Gazety Wyborczej”). Na podstawie serii felietonów obyczajowych Talko i Piątkowska napisali scenariusz serialu telewizyjnego „Talki z resztą”, który został wyprodukowany w 2004 i częściowo wyemitowany przez TVP2 w 2005.
Jako Wiktor Hagen autor cyklu kryminałów o komisarzu Robercie Nemhauserze.
W 2014 opublikował powieść Staś i Nel: Zaginiony klejnot Indii, kontynuację powieści W pustyni i w puszczy.
W latach 2021–2022 na antenie Halo.Radia prowadził wraz ze swoją żoną Moniką Piątkowską program o tematyce lifestylowej.

## Nagrody
W 2000 został laureatem nagrody Grand Press w dziedzinie dziennikarstwa specjalistycznego za artykuł „Przyjdzie do mnie facet w czerni” (Magazyn „Gazety Wyborczej” nr 37, s. 6–11).

## Publikacje
- Talki w wielkim mieście (ISBN 83-88221-90-6)
- Dziecko dla początkujących (ISBN 83-10-11032-4)
- Dziecko dla średnio zaawansowanych (ISBN 83-10-11095-2)
- Talki z resztą (ISBN 83-7414-144-1)
- Dziecko dla profesjonalistów (ISBN 83-10-11228-9)
- Granatowa krew (W. Hagen) (ISBN 978-83-7414-825-2)
- Długi weekend (W. Hagen) (ISBN 978-83-7414-951-8)
- Dzień Zwycięstwa (W. Hagen) (ISBN 978-83-7747-795-3)